# Stagionatura (conservazione degli alimenti)

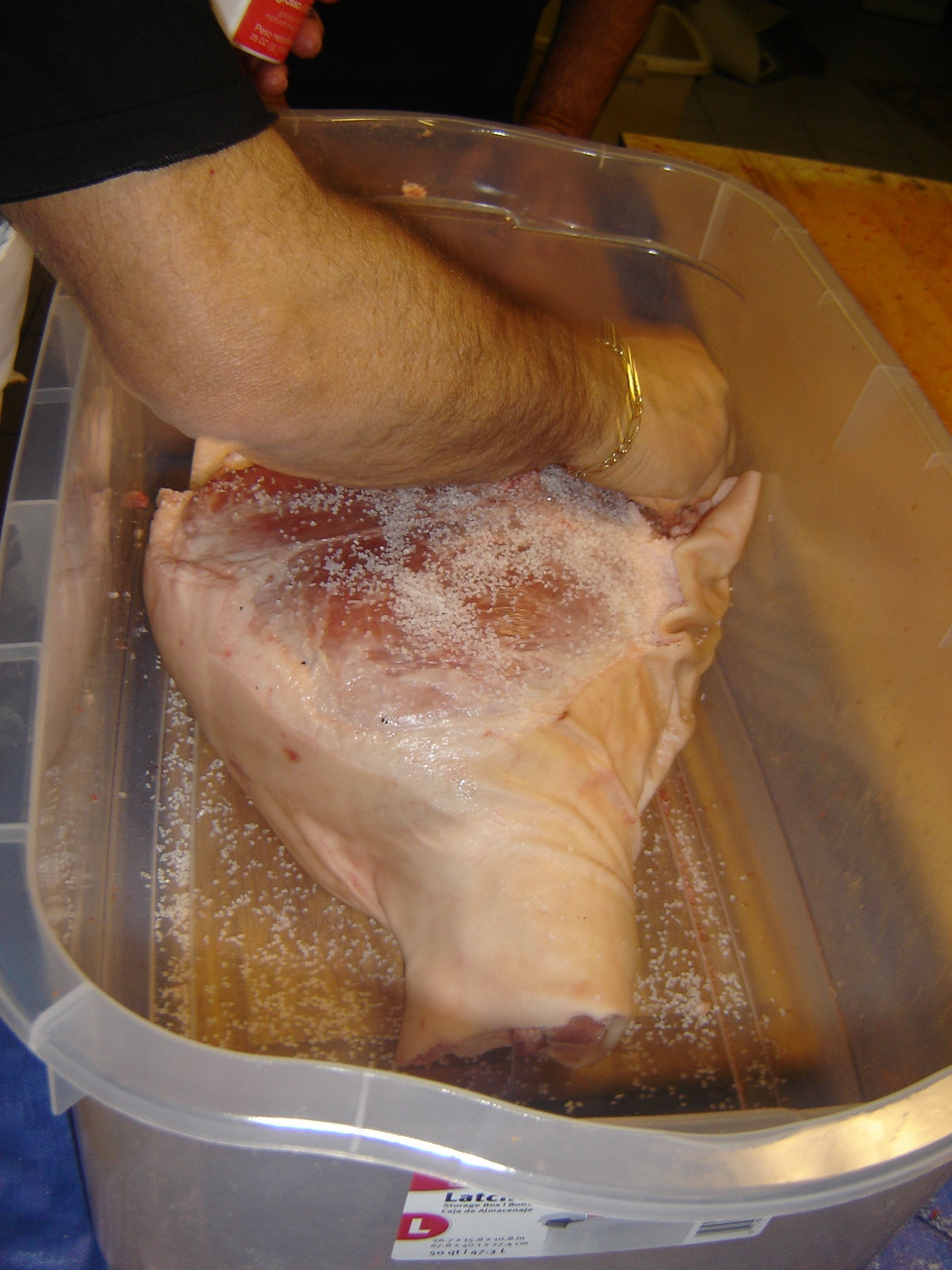
La salatura del prosciutto è un esempio di stagionatura.

La stagionatura è un trattamento alimentare, applicato a salumi e formaggi, che, tramite una serie di processi chimici, conferisce agli alimenti loro particolari proprietà organolettiche, aumenta la loro durabilità e li protegge dai batteri. I metodi di stagionatura sono spesso di lunga durata e dipendono dal tipo di alimento in cui essa viene applicata.

## Tipologie di stagionatura

### Sale
La salagione (o salatura) consiste nell'applicare del cloruro di sodio sulla carne o il pesce in modo da ridurne il quantitativo di acqua.

### Zucchero
A volte la carne viene stagionata ricoprendola con ingredienti con un alto quantitativo di zucchero quali miele, solidi dello sciroppo di mais e sciroppo d'acero. Se si esclude il bacon, questa procedura non conferisce molto sapore agli alimenti, ma smorza il sapore forte del sale. Lo zucchero contribuisce alla proliferazione di batteri benevoli come i Lactobacillus.

### Nitrati e nitriti
Esiste anche la stagionatura di carni e formaggi tramite l'utilizzo di nitrati e nitriti. Benché siano già presenti in certe quantità all'interno di tali alimenti, nitrati e nitriti vengono aggiunti per conservarli e contrastare la crescita di sostanze pericolose, in particolare il Clostridium botulinum, che porta al botulismo. L'applicazione di tali sostanze negli alimenti è tuttavia controllata in quanto possono rivelarsi dannose per l'organismo umano. Ad esempio, secondo un esame dell'EFSA, i nitriti possono formare nitrosammine, alcune delle quali cancerogene.

### Affumicatura
L'affumicatura consiste nel sottoporre alimenti come la carne al fumo ottenuto dalla combustione del legno.